# 普里拉多日斯基
普里拉多日斯基（羅馬化：Priladozhskiy）是俄罗斯列宁格勒州的市级镇，属基洛夫斯克区，地处列宁格勒州中部，位于区行政中心基洛夫斯克东方，在州府圣彼得堡东、加特契纳东北方。该地靠近拉多加湖，该湖流域内一条小河纳济亚河（Назия）流经该地。
1981年设工人村（市级镇）。该地2021年人口有5,560人；2010年人口5,757；2002年人口5,185；1989年人口5,280。